# Королёв, Лев Николаевич
Лев Никола́евич Королёв (6 сентября 1926, Подольск — 5 января 2016, Москва) — советский и российский системный программист и математик, доктор технических наук (1967), заведующий кафедрой автоматизации систем вычислительных комплексов факультета вычислительной математики и кибернетики МГУ. Заслуженный профессор Московского университета (1996).
Член-корреспондент АН СССР (1981) и РАН (1991). Лауреат Государственной премии СССР (1969) и премии Совета министров СССР (1982). Член КПСС с 1968 года.
Входил в круг учёных, положивших начало развитию программирования и вычислительной техники в СССР.

## Биография
В 1943 году поступил на первый курс механико-математического факультета МГУ им М. В. Ломоносова.
В 1944 году был призван в армию. Участник Великой Отечественной войны.
В 1952 году с отличием окончил мехмат. До 1975 года работал в Институте точной механики и вычислительной техники (ИТМиВТ) АН СССР под руководством академика С. А. Лебедева. В 1953 году участвовал в создании программ для первых отечественных ЭВМ (БЭСМ, БЭСМ-2 и М-20). В 1956 году разработал компьютерную программу для машинного перевода текстов с английского языка на русский, в 1960 году защитил кандидатскую диссертацию по этой тематике.
В 1967 году защитил докторскую диссертацию на основе своих разработок для вычислительной системы, поддерживающей функционирование ПРО. Кроме того, разрабатывал математическое обеспечение для управления космическими полётами, в том числе для полёта Союз-Аполлон.
В 1967 году под руководством Л. Н. Королёва была разработана операционная система «Диспетчер-68» для ЭВМ БЭСМ-6, которая стала первой советской мультипрограммной операционной системой. Кроме того, система поддерживала страничную организацию памяти с динамическим распределением памяти, параллельную работу устройств ввода-вывода. Эти исследования значительно повлияли на дальнейшее развитие отечественного системного программирования.
Автор более 70 научных публикаций, в том числе 10 монографий и учебных пособий. Профессор (1969), заведующий кафедрой автоматизации систем вычислительных комплексов факультета ВМК МГУ (1970—2016), читал курс по архитектуре суперкомпьютеров. Среди учеников Л. Н. Королёва два члена-корреспондента РАН, более 40 докторов и кандидатов наук.
Похоронен в Москве на Троекуровском кладбище.

## Основные работы

### Диссертации
- Королёв, Лев Николаевич. Некоторые вопросы теории машинного словаря. диссертация … кандидата физико-математических наук : 01.00.00. / Ин-т точной механики и вычислит. техники АН СССР. — Москва, 1959. — 76 с.

### Монографии
- О выборе системы команд для трёхадресной вычислительной и логической машины с плавающей запятой / Ю. А. Голубков, Л. Н. Королёв, А. В. Лебедев. — Москва : ИТМиВТ, 1961. — 41 с. : черт.; 23 см. — (Электронные вычислительные машины/ Ин-т точной механики и вычислит. техники Акад. наук СССР).

### Учебные пособия
- «Современные вычислительные машины. Тексты лекций» М.: ВМК МГУ, 1972. 109 с.;
- Структуры ЭВМ и их математическое обеспечение. Учеб. пос. для вузов по спец. «Приклад. математика». М.: Наука, 1974. 253 с.
  - 2-е изд., перер. и доп., 1978. 351 с.;
- Микропроцессоры, микро- и мини-ЭВМ. Учеб. пос. для вузов по спец. «Приклад. математика». М.: Изд-во МГУ, 1984.
  - 2-е изд. 1988. 211 с. ISBN 5-211-00153-2;
- Элементы информатики / В. К. Власов, Л. Н. Королёв, А. Н. Сотников; Под ред. Л. Н. Королёва. — М. : Наука, 1988. — 317,[1] с. : ил.; 20 см. — (Вып. 52).; ISBN 5-02-013769-3
- Архитектура процессоров электронных вычислительных машин / Королёв Л. Н.; МГУ им. М. В. Ломоносова, Фак. вычисл. математики и кибернетики. — М. : ВМК МГУ, 2003. — 285 с.; ISBN 5-89407-168-2 : 150 шт.
  - Архитектура процессоров электронных вычислительных машин: для студ. вузов … по спец. 010200 «Прикладная математика и информатика» и по напр. 510200 «Прикладная математика и информатика». М.: Науч. мир, 2005. — 271 с. : ил.; 22 см; ISBN 5-89176-274-9 ;
- Информатика. Введение в компьютерные науки: Учеб. для студентов вузов / Л. Н. Королёв, А. И. Миков. — М.: Высш. шк., 2003. — 340 с.; ISBN 5-06-004272-3.
  - Информатика : Введ. в компьютер. науки : [микроформа]. — М. : РГБ, 2005. — 1 рулон; 35 мм.
  - 2-е бум. изд. М.: Высш. шк. : Абрис, 2012. — 366 с. ISBN 978-5-4372-0020-9;

### Редакторская деятельность
Л. Н. Королёв выступил в качестве научного редактора целого ряда сб. трудов, изданных на ВМК МГУ, в том числе:
- Вопросы теоретического и прикладного программирования : [сборник статей] / МГУ имени М. В. Ломоносова, Факультет вычислительной математики и кибернетики; под ред. Л. Н. Королёва, Н. П. Трифонова. — Москва : Изд-во МГУ, 1980. — 139 с.
- Системное программирование и вопросы оптимизации : Сб. тр. фак. вычисл. математики и кибернетики Моск. ун-та / Под ред. Л. Н. Королёва, П. С. Краснощёкова. — М. : Изд-во МГУ, 1987. — 211 с.;
- Программное оборудование и вопросы принятия решений : Сб. тр. фак. вычисл. математики и кибернетики МГУ / Под ред. Л. Н. Королёва, П. С. Краснощёкова. — М. : Изд-во МГУ, 1989. — 242 с. : ил.; 23 см; ISBN 5-211-00072-2
- Вычислительные комплексы и моделирование сложных систем : Сб. тр. фак. вычисл. математики и кибернетики МГУ / Под ред. Л. Н. Королёва, П. С. Краснощёкова. — М. : Изд-во МГУ, 1989. — 215 с. : ил.; 22 см; ISBN 5-211-00341-1
- Программное обеспечение и модели системного анализа : Сб. тр. фак. вычисл. математики и кибернетики МГУ / Под ред. Л. Н. Королёва, П. С. Краснощёкова. — М. : Изд-во МГУ, 1991. — 195 с. : ил.; 22 см; ISBN 5-211-01581-9
- Системное программирование и модели исследования операций : Сб. тр. фак. вычисл. математики и кибернетики МГУ / Под ред. Л. Н. Королёва, П. С. Краснощёкова. — М. : Изд-во МГУ, 1993. — 223 с. : ил.; 22 см; ISBN 5-211-02295-5
- и др.

### Научно-популярные выступления
- Операционные системы. Москва: Знание, 1977. — 63 с.; 20 см. — (Новое в жизни, науке, технике. Серия «Математика, кибернетика». № 9);
- Развитие ЭВМ и их математического обеспечения. М.: Знание, 1984. 64 с. (в сер. «Новое в жизни, науке, технике»);
- Компьютеризация в науке и производстве / Л. Н. Королёв, В. К. Власов. — М. : О-во «Знание» РСФСР, 1988. — 46,[2] с.; 20 см. — (В помощь лектору. О-во «Знание» РСФСР, Секция пропаганды физ.-мат. знаний, астрономии и космонавтики).
- «Микропроцессоры и персональные компьютеры» М.: Знание, 1986. 47 с. (в сер. «Новое в жизни, науке, технике»);

## Награды и премии
- Орден «За заслуги перед Отечеством» IV степени (12 июля 1996) — за заслуги перед государством и многолетний добросовестный труд[7]
- Орден Ленина (1971)
- Орден Октябрьской Революции (1986)
- Орден Отечественной войны II степени (1985)[8]
- Орден «Знак Почёта» (1976)
- Государственная премия СССР (1969; в составе авторского коллектива БЭСМ-6)
- Премия Совета Министров СССР (1982) — за организацию системы коллективного пользования МГУ
- Лауреат премии имени М. В. Ломоносова за педагогическую деятельность (1995)
- Почётное звание «Заслуженный профессор МГУ» (1996)